# General Certificate of Education
Das General Certificate of Education (GCE) ist das britische Reifeprüfungszeugnis, das dem deutschen Fachabitur gleichzusetzen ist.

## Struktur
Britische Schüler bestreiten grundsätzlich am Ende der letzten beiden Schuljahre (Lower Sixth und Upper Sixth) Prüfungen in den drei bis vier Unterrichtsfächern, die sie sich auf Grund ihrer persönlichen Interessen und Fähigkeiten ausgesucht haben. Nach dem ersten Jahr absolviert der Schüler fachspezifische Prüfungen auf dem Niveau eines AS-Level (Advanced Subsidiary). Im folgenden Jahr belegt der Schüler Kurse, die auf die A2-Level-Prüfungen vorbereiten. Wenn ein Schüler beide Prüfungen in einem Fach bestanden hat, wandelt sich das AS-Level in ein A-Level (Advanced Level). AS- und A2-Prüfungen sind gleich gewichtet: Man kann in jeder Prüfung maximal 300 Punkte erlangen und somit im leichteren AS-Jahr ein potenziell schlechteres Ergebnis des A2-Jahres ausgleichen (z. B. ein AS-Level mit 271/300 Punkten und der Note A plus das A2-Exam mit 209/300 Punkten und der Note C ergibt in der Summe ein A-Level mit 480/600 Punkten und der Endnote A).

## Examination Boards
Die GCE-Prüfungen werden von Examination Boards konzipiert und durch sie benotet. Diese Boards sind teilweise privatisiert, unterliegen jedoch hinsichtlich der Lehrinhalte staatlicher Kontrolle. Kernlehrpläne werden von der Regierung aufgestellt um zu gewährleisten, dass die Lehrpläne der einzelnen Boards vergleichbar bleiben. Im Detail weichen die Lehrpläne (specifications) aber voneinander ab. Schulen sind nicht an ein bestimmtes Examination Board gebunden, sondern können frei bestimmen, welches die Prüfung in einem Fach an der Schule abhalten soll. So soll gewährleistet bleiben, dass sich die Lehrkonzepte und -Inhalte durchsetzen, welche die jeweilige Lehrkörper der Schule für am geeignetsten hält.
Die großen Examination Boards sind:
- AQA, das Englische Examination Board,
- OCR (Oxford, Cambridge and Royal Society of Arts Examinations),
- Edexcel, das bisher einzige privatwirtschaftliche organisierte Board,
- (NI)CCEA, das nordirische Board und
- WJEC, das walisische Board.

## Prüfungen
Die meisten Prüfungen für das GCE sind schriftliche Arbeiten (written papers). Es gibt aber auch praktische Prüfungen (practical exams) und Hausarbeiten (courseworks), welche ähnlich der Facharbeit während des Schuljahres erstellt werden. Die meisten Prüfungen werden von den Examination Boards an zwei Terminen, nämlich jeden Januar und Juni, abgehalten. Gewisse A2-Fächer (z. B. Edexcel Deutsch) und alle AEA-Prüfungen (weiterführende Prüfungen für die 10 Prozent der Schüler, die die besten Noten geschrieben haben) werden hingegen nur im Juni angeboten.

### Modul-System
Die Endnote eines Jahres setzt sich aus einzelnen Prüfungsleistungen (modules) zusammen, die unterschiedlich gewichtet werden. Das einzelne Modul kann darüber hinaus in Teilprüfungen (units) aufgegliedert sein. Um zum Beispiel in Chemie das Modul "Laborarbeit" abzuschließen, muss man eine praktische und schriftliche Prüfung ablegen, die beide 50 % der Modulnote ausmachen. Die Module sind  so zusammengestellt, dass sich der Unterrichtsrhythmus an den Stärken und Schwächen des jeweiligen Schülers orientieren kann. So kann ein Schüler, der besondere Schwächen in Bezug auf gewisse Lehrinhalte zeigt, Prüfungsmodule später nachholen. So lässt sich zum Beispiel der Mathe-Schüler, der im Modul "Statistik" Nachhilfe braucht, gezielt fördern.

### Ablauf der Prüfungen

Prüfungssaal einer englischen Schule

Die schriftlichen Prüfungen sollen weltweit für alle Schüler gleichzeitig stattfinden. Dafür vorgesehen sind täglich zwei Zeitfenster, die um 9:00 GMT (morning exams) und um 13:30 GMT (afternoon exams) beginnen. Eine schriftliche Einzelprüfung dauert meist 60 bis 90 Minuten. Meistens werden sämtliche Prüfungen in einem Fach an einem Tag abgehalten. Die Gesamtprüfungsdauer in einem Fach ist auf drei Stunden pro Tag begrenzt. Weil die Schulen Examination Boards frei wählen können, kann es zu Überschneidungen (clashes) der vorgesehenen Zeitfenster kommen (Die Edexcel-A2-Deutschprüfung findet beispielsweise gleichzeitig mit der OCR-A2-Physikprüfung statt) für die es folgende Sonderregelungen gibt: Bis zu einer Gesamtprüfungsdauer von drei Stunden müssen die Prüfungen in direkter Folge geschrieben werden. Wenn die Gesamtprüfungsdauer drei Stunden übersteigt, dürfen die Kandidaten eine 90-minütige, beaufsichtigte Mittagspause einlegen. Bei einer Gesamtprüfungsdauer von über sechs Stunden darf der Kandidat am nächsten Morgen zu Beginn des Morgenzeitfensters eine beaufsichtigte Nachtruhe einlegen. Die schriftlichen Prüfungen werden meist in großen Versammlungsräumen (exam halls) abgehalten.
Hausarbeiten werden während des Schuljahres angefertigt und gegen Ende des Jahres entweder vom Lehrkörper intern oder vom Board extern benotet. Die Termine für die mündlichen und praktischen Prüfungen werden meist schulintern festgelegt. Während aller Prüfungen sind besondere Verhaltensregeln einzuhalten: Der Prüfling darf kein Handy bei sich führen. Diese werden am Eingang zum Prüfungssaal eingezogen. Ferner darf der Kandidat nicht mehr reden, bis er offiziell entlassen (dismissed) ist. Bei Nichtbeachtung dieser Vorschriften oder Manipulationsversuchen wird man von der Prüfung oder gar vom gesamten GCE ausgeschlossen.
Betrugsversuche führen zur Disqualifikation im jeweiligen Prüfungsfach. In schweren Fällen kann ein versuchter Betrug zur Aberkennung sämtlicher Prüfungsleistungen führen. Wenn sich solche Vorfälle an einer Schule häufen, kann der Schule das Prüfungsrecht entzogen werden.

## Korrektur
Nach der Prüfung werden alle Prüfungsmaterialien an das entsprechende Board geschickt, das sie entweder im Original oder als gescanntes elektronisches Dokument an den Korrektor übermittelt. Diese werten die Prüfungsleistungen aus und senden die Korrekturen (marked scripts) zurück an das Board. Zuerst werden fünf Prozent der Arbeiten anhand einer vorgegebenen Lösungsskizze korrigiert. Danach wird ermittelt, ob die Lösungsskizze (marking scheme), nach der Arbeiten benotet werden, um weitere alternative Antwortmöglichkeiten erweitert werden sollte oder nicht. Anschließend werden die verbleibenden Arbeiten korrigiert. Stichprobenartig überprüft ein erfahrenerer Zweitkorrektor, ob der Prüfer sich an die Lösungsskizze gehalten hat. Die Korrekturen können von den Prüflingen gegen Gebühr eingesehen werden.

### UMS-Marks
Damit zwischen den Examination Boards kein Notengefälle entsteht, werden die Prüfungen auf Grundlage einer einheitlichen Schwierigkeitsskala, dem Uniform Mark System (UMS), bewertet. Diese UMS-Skala soll die größtmögliche Vergleichbarkeit individueller Prüfungsleistungen gewährleisten. Die Prüfungen werden mit zum einen mit denen der Vorjahre verglichen und zum anderen mit denen anderer Boards. Außerdem wird ein Mittelwert der tatsächlich erreichten Punkte (raw marks) errechnet. Auf Grundlage dieses Wertes und den Einschätzungen der Prüfungskommission wird das Ergebnis abgewertet (downscaled), wenn die Prüfung verhältnismäßig einfach war, oder aufgewertet (upgraded), wenn die Prüfung ungewöhnlich schwer war. Diese UMS-Noten variieren von Jahr zu Jahr, jedoch lassen sich in Einzelfächern Trends erkennen. Beispielsweise wird die Note in Mathematik häufig abgewertet, in Physik hingegen meist aufgewertet.

### Ergebnisse
Die Ergebnisse werden den Schulen grundsätzlich zwei Monate nach der Prüfung im Internet zur Verfügung gestellt. Einen Tag später können Schüler auch die provisorischen Ergebnisse in gedruckter Form von ihrer Schule abholen. Diese vorläufigen Zertifikate werden von jedem Examination Board einzeln ausgestellt, so dass ein Schüler bis zu fünf Zeugnisse bekommen kann. Auf diesen sind die Punktzahlen in den einzelnen Units sowie die Gesamtnote angegeben. Wenn ein Kandidat mit seinem Ergebnis nicht zufrieden ist, so gibt es für ihn die Möglichkeit, diese Ergebnisse anzufechten. Es besteht außerdem die Option, dass der Schüler innerhalb einer Frist eine Fotokopie bzw. das Originalskript anfordert.

### Wiederholungsprüfungen und Notenablehnung
Wiederholungsprüfungen (re-sits) stehen allen Schülern  zur Verfügung. Es können beliebig viele Fachprüfungen erneut geschrieben werden. Wenn die Prüfungsleistung nicht in das Certificate einfließen soll, kann eine Note abgelehnt werden (decline).

### Prüfungsanfechtung
Der Schüler kann das Prüfungsergebnis anfechten. Das Ergebnis wird je nach Antrag entweder nur auf Vollständigkeit (übersehene Seiten etc.) und Fehler (bei der Addition der Teilergebnisse etc.) überprüft (re-check) oder inhaltlich vollständig neu bewertet (re-marking). Beim re-marking wird die Arbeit an einen erfahrenen Zweitkorrektor geschickt, welcher die Arbeit erneut benotet. Allein dessen Zweitkorrektur bestimmt die letztendlich erzielte Note. Sie kann von der bisherigen sowohl nach oben wie auch nach unten abweichen. Gegen ein zusätzliches Entgelt wird die Anfechtung im Eilverfahren (express service) bearbeitet.

## Noten
Es werden die Noten (grades) A bis E vergeben. A ist die beste Note. E ist die schlechteste, mit der man gerade noch besteht (gleichzusetzen mit der deutschen 4). Mangelhafte Prüfungsleistungen werden mit U (unclassified) bewertet. Diese Noten werden auf der UMS-Skala vergeben:
| 100 % – 90 % | A* (a*) |
| 89 % – 80 %  | A(a)    |
| 79 % – 70 %  | B(b)    |
| 69 % – 60 %  | C(c)    |
| 59 % – 50 %  | D(d)    |
| 49 % – 40 %  | E(e)    |
| < 40 %       | U(u)    |

Noten werden zwar auch für einzelne Module vergeben, diese dienen aber lediglich zur Orientierung. Allein entscheidend sind die auf dem AS- und A-Level-Zertifikat angegebenen Noten. Diese Noten werden errechnet, indem die Ergebnisse der Module gemittelt werden.

## Universitäten

### UCAS
UCAS (Universities & Colleges Admissions Service) ist im Vereinigten Königreich für die Zulassung zu einer Hochschule zuständig (entspricht etwa der Stiftung für Hochschulzulassung, ehemals ZVS für alle Studiengänge). Die Noten werden via Internet automatisch zweimal im Jahr an den UCAS gesendet (Ende September und April) und dann an die Universitäten, bei denen man sich beworben hat, weitergeleitet.

### Anerkennung in Deutschland
Das GCE wird in Deutschland als fachgebundener Hochschulzugang anerkannt und muss bei der Zentralen Zeugnisanerkennungsstelle (für Nordrhein-Westfalen) anerkannt werden. Die Berechnung des Numerus clausus erfolgt nach der sog. Bayerischen Formel, die auf dem UCAS-Tariff basiert. Vereinfacht kann man ihn errechnen, indem man folgende Tabelle nutzt (gültig für A-Level, die ab Mai 2010 abgelegt wurden):
| 1,0 | A*(a*) |
| 1,6 | A(a)   |
| 2,2 | B(b)   |
| 2,8 | C(c)   |
| 3,4 | D(d)   |
| 4,0 | E(e)   |
| 6,0 | U(u)   |

Damit das Zeugnis anerkannt wird, müssen verschiedene Bedingungen erfüllt sein. Diese sind in der anabin-Datenbank der Zentralstelle für ausländisches Bildungswesen aufgeführt.